# Prémio Alfonso Iglesias de banda desenhada em língua asturiana
O Prémio Alfonso Iglesias de banda desenhada em língua asturiana (português europeu) ou Prêmio Alfonso Iglesias de história em quadrinhos em língua asturiana (português brasileiro) (em asturiano:  Premiu "Alfonso Iglesias" de cómic en llingua asturiana, em castelhano:  Premio "Alfonso Iglesias" de cómic en lengua asturiana) é um galardão atribuído pelo Departamento de Educação, Cultura e Desporto das Astúrias desde 2009.

## Vencedores
| Ano  | Edição        | Vencedor                  | Obra                             |
| ---- | ------------- | ------------------------- | -------------------------------- |
| 2009 | I Concurso    | Ruma Barbero              | Manzajú                          |
| 2010 | II Concurso   | cancelado                 | —                                |
| 2011 | III Concurso  | Isaac del Rivero          | Doña Berta                       |
| 2012 | IV Concurso   | Javier Antonio Marinas    | Homes                            |
| 2013 | V Concurso    | Alfonso Zapico            | Cuadernos d'Ítaca                |
| 2014 | VI Concurso   | Enrique Carballeira       | L'arume de la tierra             |
| 2015 | VII Concurso  | Ruma Barbero              | El viaxe a la lluz               |
| 2016 | VIII Concurso | Luis Navazo               | Indianu                          |
| 2017 | IX Concurso   | Alberto Vázquez García    | Los llazos coloraos              |
| 2018 | X Concurso    | Anxelu González           | Cacique blancu                   |
| 2019 | XI Concurso   | Ruma Barbero              | Seltegu                          |
| 2020 | XII Concurso  | Alberto Vázquez           | El sol na escombrera             |
| 2021 | XIII Concurso | Ángel de la Calle         | Paez que nun foi ayeri           |
| 2022 | XIV Concursu  | Guillermo Menéndez Quirós | Ana María. La Llobera d’Asturies |
| 2023 | XV Concursu   | Xon de la Campa Valdés    | Misteriu nel soterrañu           |